# Bhrikuti
Bhrikuti Dewi, księżniczka z Nepalu, znana w Tybecie jako Bal-mo-bza Khri-btsun, Bhelsa Tritsun („małżonka nepalska”) lub Khri bTsun („Królewska Dama”), (daty urodzenia i śmierci nieznane) – żona króla Tybetu Songcena Gampo, miała wprowadzić buddyzm w Tybecie. W buddyzmie tybetańskim czczona jako Zielona Tara.
Bhrikuti jest postacią w dużej mierze legendarną. Miała być księżniczką nepalskiego królestwa Licchavi i córką Amszuwarmy (605–621 n.e.) oraz siostrą Narendradewy, który z pomocą Tybetańczyków został osadzony na tronie Licchavi w 641 r. Nie wiadomo dokładnie, kiedy poślubiła tybetańskiego króla Songcena Gampo, ale prawdopodobnie miało to miejsce w latach 620 lub 630 n.e.
Jako małżonka króla Bhrikuti propagowała buddyzm w Tybecie. W posagu przywiozła ze sobą wiele świętych wizerunków buddyjskich oraz doświadczonych rzemieślników Newarów. Kazała zbudować świątynię buddyjską w Lhasie oraz 42 inne świątynie w Tybecie. Przyczyniła się do wysłania Thonmiego Sambhoty do Indii w celu zapoznania się tam z zasadami pisma i gramatyki oraz zaznajomienia się z indyjską doktryną buddyzmu. Zgodnie z jej życzeniem nepalscy rzemieślnicy wybudowali Czerwony Pałac (część przyszłego Pałacu Potala) na górze Marpo Ri w Lhasie. Wyposażyła również klasztor Samje w kultowe posągi, w tym w figurę Czenreziga. Wspólnie z mężem ufundowała budowę najważniejszej świątyni Dżokhang w Lhasie.
Po śmierci Bhrikuti została deifikowana i odtąd jest przedstawiana w tybetańskiej ikonografii jako żeński bodhisattwa Zielona Tara, narodowa patronka Tybetu. Songcen Gampo później poślubił również chińską księżniczkę Wencheng, która jest uważana za kolejną inkarnację Tary (Biała Tara), a Bhrikuti i Wencheng miały współpracować przy zakładaniu nowych świątyń buddyjskich w Tybecie.